# BSA A50 Royal Star
La BSA Royal Star était une motocyclette de la Birmingham Small Arms Company (BSA), dont la nouvelle conception du moteur a ouvert la voie à une gamme de bicylindres performants à boîte de vitesses intégrée. En plus de donner au moteur une apparence épurée, les passages des poussoirs faisant désormais partie de la coulée du bloc-cylindres, la construction à boite de vitesses intégrée permis de réduire les fuites d’huile. 

## Développement
La décision prise par Lucas à la fin des années 1950 de changer la production de ses composants électriques de motos, passant des systèmes magnéto/dynamo aux systèmes alternateur/bobine, obligea les constructeurs de motos britanniques à repenser complètement leurs moteurs. Triumph et BSA saisirent l’occasion pour passer de la construction à boite de vitesses séparée (pré-unit et semi-unit) à la construction à boite de vitesses intégrée (unit), c’est-à-dire avec le moteur et la boîte de vitesses réunis dans une carter commun. Dans le même temps, Bob Fearon, directeur général de BSA, reconnu la nécessité d’un aspect modernisé reposant sur les meilleures caractéristiques de l’A10 qui pourrait réussir sur le marché américain concurrentiel mais potentiellement lucratif. En collaboration avec l'ingénieur en chef du développement, Bert Perrigo, ils mirent au point le moteur avec boite de vitesses intégrée Star Twin. Lancé en 1962 sous le nom de BSA A50 Star 500 cm3, le modèle fut largement exporté aux États-Unis et en Australie et devint une des meilleures ventes au Royaume-Uni au début des années 1960. Le modèle était connu sous le nom Royal Star sur les marchés d'exportation et Star ou Star Twin au Royaume-Uni. À partir de 1966 Royal Star devint la désignation commune pour tous les marchés. 
La Royal Star disposait d'un carburateur monobloc Amal relativement petit d'un pouce. Plus tard elle fut équipée d'un carburateur Concentric. En 1964, elle fut équipée de nouveaux pistons à taux de compression de 8.5: 1 et d'une nouvelle boîte de vitesses qui amélioraient les performances. La machine avait une vitesse maximale d’environ 145 km/h et était relativement exempt de vibrations. Partageant des pièces communes du moteur et de la partie cycle avec la plus grosse BSA A65 Star 650 twin, il s’agissait d’une machine sophistiquée et très robuste. Le seul défaut majeur dans la conception du moteur était un roulement de vilebrequin ordinaire côté distribution qui, une fois usé, provoquait une chute de la pression d'huile. En 1965, BSA s’attaqua au problème avec un roulement à rouleaux du côté entraînement, comme c’était le cas pour les moteurs à boite de vitesses séparée, avec une bague en bronze améliorée côté distribution. 

## Évolutions
La Cyclone était la même machine de base que la Royal Star, à l’exception des moteurs hautes performances. 
- La A50CC Cyclone Competition construite pour le marché américain de 1964 comportait deux carburateurs 27 mm, un taux de compression de 10,5: 1, un allumage par magnéto, un frein avant plus grand, un réservoir de carburant de 9 litres et un échappement libre en position haute. Ce scrambler ne possédait pas de feux de route.
- La A50C Cyclone Road construite en 1964 et 1965 pour le marché américain avait deux carburateurs de 27 mm, un taux de compression de 9: 1 et un frein avant plus grand. Ce modèle avait un allumage par batterie, un éclairage complet pour la route et le même réservoir de carburant de 9 litres que le modèle Compétition.

Les deux modèles étaient disponibles sur le marché britannique avec un taux de compression de 9:1, un allumage par batterie et un réservoir d'essence de 18 litres.

## Remarques
1. ↑  'R.M. Clarke, BSA Twins 1962 - 1973, Brooklands Books Ltd, 1996, 172 p. (ISBN 978-1-85520-337-2 et 1-85520-337-5)
2. ↑  Clement Salvadori, « 1962 BSA A50 Royal Star », Motorcycle Classics, july–august 2011 (consulté le 18 juillet 2011)